# Brandon Robinson
Brandon Robinson (Vlaardingen, 25 februari 1995) is een Nederlands voetballer die doorgaans speelt als spits. In juli 2023 verruilde hij ASWH voor XerxesDZB.

## Clubcarrière
Robinson speelde in de jeugdopleidingen van Xerxes DZB en Feyenoord. In de zomer van 2014 maakte hij de overstap van Feyenoord naar NAC Breda. De aanvaller debuteerde voor NAC op 18 oktober 2014, toen met 1–1 werd gelijkgespeeld tegen ADO Den Haag. Van coach Eric Hellemons mocht Robinson elf minuten voor tijd invallen voor Mats Seuntjens. Nadat hij twee seizoenen op amateurbasis tot de eerste selectie van NAC Breda behoorde, verliet Robinson de club medio 2016. Hij tekende in juli 2016 een contract tot medio 2017 bij FC Den Bosch, met een optie voor nog een seizoen. Na een jaar verliet Robinson het profvoetbal om bij de amateurs van SVV Scheveningen te gaan voetballen. In het voorjaar van 2018 verlengde hij zijn verbintenis met een jaar tot medio 2019. In juli 2019 tekende Robinson een tweejarig contract bij VV Katwijk. Na afloop van deze verbintenis verkaste de aanvaller naar Excelsior Maassluis en een jaar later maakte hij de overstap naar ASWH. Een jaar later stapte Robinson over naar XerxesDZB.

## Carrièrestatistieken
| Seizoen | Club         | Competitie     | Competitie | Competitie | Beker | Beker | Internationaal | Internationaal | Totaal | Totaal |
| Seizoen | Club         | Competitie     | Wed.       | Dlp.       | Wed.  | Dlp.  | Wed.           | Dlp.           | Wed.   | Dlp.   |
| ------- | ------------ | -------------- | ---------- | ---------- | ----- | ----- | -------------- | -------------- | ------ | ------ |
| 2014/15 | NAC Breda    | Eerste divisie | 1          | 0          | 0     | 0     | —              | —              | 1      | 0      |
| 2015/16 | NAC Breda    | Eerste divisie | 4          | 0          | 1     | 0     | —              | —              | 5      | 0      |
| 2016/17 | FC Den Bosch | Eerste divisie | 23         | 1          | 1     | 0     | —              | —              | 24     | 1      |
| Totaal  | Totaal       | Totaal         | 28         | 1          | 2     | 0     | 0              | 0              | 30     | 1      |

Bijgewerkt op 28 november 2024.